# Marian Kotleba
Marian Kotleba (Banská Bystrica, 7 aprile 1977) è un politico slovacco, leader del Partito Popolare Slovacchia Nostra.
Dal 20 dicembre 2013 al 4 dicembre 2017 è stato Presidente della regione di Banská Bystrica.

## Biografia
Marian Kotleba nacque il 7 aprile 1977 a Banska Bystrica. Diplomatosi in elettronica ed informatica all'istituto tecnico Jozef Murgaš, Kotleba conseguì poi la sua prima laurea alla Športové Gymnázium Banská Bystrica. Dopodiché si iscrisse all'Università Matej Bel, laureandosi anche in Pedagogia. Divenne così un insegnante del liceo sportivo di Banská Bystrica, diventandone successivamente responsabile della rete informatica. Allo stesso tempo ha compiuto gli studi alla facoltà di scienze economiche, ottenendo un Master in economia nel 2013.
Nel 2003 divenne leader del partito politico di estrema destra Comunità Slovacca - Partito Nazionale (Slovenská pospolitosť - Národná strana), bandito nel 2008 dal Ministero dell'Interno slovacco. Nel 2009 la decisione del Ministero fu tuttavia annullata dalla Corte Suprema della Repubblica Slovacca, così nel 2010 Kotleba fondò il Partito Popolare Slovacchia Nostra (Ľudová strana Naše Slovensko).
In qualità di leader del partito, Kotleba si è autoproclamato "Vodca" (Duce), spesso si presenta in pubblico indossando un'uniforme militare, è un convinto ammiratore di Josef Tiso (il sacerdote che divenne presidente della Repubblica Slovacca filo-nazista) ed è fortemente ostile nei confronti dei rom (che definisce parassiti).
Nel 2010 Kotleba si candidò alle elezioni regionali della Banská Bystrica, ottenendo circa il 10% dei voti. Nel 2013 si è candidato nuovamente alla presidenza della regione, ottenendo stavolta il 20% dei voti circa al primo turno e vincendo a sorpresa al ballottaggio contro il governatore socialdemocratico uscente Vladimír Maňka.
Nel 2018 la Procura della Repubblica Slovacca gli ha contestato il reato di sostegno a un movimento che promuove la repressione dei diritti e delle libertà fondamentali